# Lophocampa maroniensis
Lophocampa maroniensis là một loài bướm đêm thuộc phân họ Arctiinae, họ Erebidae.